# Lambinonia strigulae
Lambinonia strigulae är en svampart som först beskrevs av Elenkin & Woron., och fick sitt nu gällande namn av Sérus. & Diederich 2005. Lambinonia strigulae ingår i släktet Lambinonia, divisionen sporsäcksvampar och riket svampar.   Inga underarter finns listade i Catalogue of Life.